# Anwar Bagautdinow
Anwar Badrietdinowicz Bagautdinow (ros. Анвар Бадретдинович Багаутдинов, ur. 27 listopada 1925 we wsi Jemiekiejewo w Tatarskiej ASRR, zm. w październiku 2002 w Kazaniu) – przewodniczący Prezydium Rady Najwyższej Tatarskiej ASRR (1983–1986).

## Życiorys
1941-1942 traktorzysta w stanicy maszynowo-traktorowej, 1942–1943 uczył się w szkole średniej, 1943–1950 służył w armii, a w 1950 w rejonowym oddziale MGB. Od 1946 członek RKP(b), 1950–1951 II sekretarz rejonowego komitetu Komsomołu, 1951–1953 słuchacz tatarskiej szkoły partyjnej w Kazaniu, 1953–1954 kierownik wydziału propagandy i agitacji rejonowego komitetu KPZR. 1954–1957 sekretarz bugulminskiego rejonowego, a 1957–1960 miejskiego komitetu KPZR, 1960–1961 II sekretarz tego komitetu, 1961–1962 I sekretarz aznakajewskiego rejonowego komitetu KPZR. 1962–1965 sekretarz komitetu partyjnego almietjewskiego aprowizacyjnego zarządu kołchozowo-sowchozowego Tatarskiej ASRR, 1965–1979 I sekretarz aznakajewskiego komitetu rejonowego KPZR, 1979–1983 I sekretarz Komitetu Miejskiego KPZR w Almietjewsku, od 8 czerwca 1983 do 1986 przewodniczący Prezydium Rady Najwyższej Tatarskiej ASRR. 1963–1987 deputowany do Rady Najwyższej Tatarskiej ASRR, 1983–1986 deputowany do Rady Najwyższej RFSRR.

## Odznaczenia
- Order Lenina
- Order Czerwonego Sztandaru Pracy (trzykrotnie)
- Order Przyjaźni Narodów

I 12 medali.